# قائمة رؤساء نادي الزمالك
تَعرُض قائمة رؤساء نادي الزمالك جميع الأشخاص الذين تناوبوا على رئاسته منذ تأسيسه في 5 يناير 1911، باسم نادي قصر النيل على يد الألماني هنري كرامر. قرَّر كرامر أن يؤسس ناديًّا سُمّي بنادي قصر النيل في منطقة الجزيرة، وقال أن النادي سوف يفتح أبوابه للمصريين والبلجيك والأجانب. جرى في عهد كر تغيير اسم النادي إلى نادي المختلط. في عام 1917، حاول أعضاء مصريون تشكيل مجلس مصري لإدارة النادي، لكن رئيس النادي البلجيكي بيانكي والسكرتير البلجيكي شودواه منعا عقد اجتماعات الأعضاء العامة طيلة سنوات معدودة من هذه المحاولات، وكان الحل هو زيادة عدد الأعضاء من المصريين لتكون لهم الغلبة عند عقد الجمعية العمومية، عين على إثرها أول مجلس مصري برئاسة محمد بدر المجلس الذي لم يستمر سوي 20 يوما.
تشكّل مجلس إدارة جديد في عام 1927، برئاسة الجنرال محمد حيدر باشا الذي شغل منصب وزير الحربية المصري. وغُيِّر اسم النادي مرة أخرى إلى نادي فاروق وكان ذلك في عام 1941، بعد أن نال النادي الرعاية الملكية من ملك مصر فاروق الأول، وأُبلِغ محمد حيدر باشا رئيس النادي في ذلك الوقت بالقرار الملكي بتغيير الاسم إلى نادي فاروق الأول، وبالتالي تولى إسماعيل شيرين من عائلة محمد علي باشا منصب نائب رئيس النادي. ومع ثورة 23 يوليو، التي انطلقت ضد الملك فاروق الأول في عام 1952، تغيَر الاسم مرة ثالثة إلى اسمه النهائي، وهو نادي الزمالك، حيث تشكّل مجلس إدارة جديد برئاسة محمود شوقي.
ذكر إبراهيم علام جهينة في مذكراته أن محاولة التمصير بدأت بتقديم بلاغ في النيابية المختلطة ضد رئيس النادي أنطوان بيانكي بعد استشارة المحامي المسيو كاناري بسبب أن الإدارة لم تدع الجمعية العمومية لمدة ثلاث سنوات، ولم تراجع الحسابات. ثم قام بحملة بالقوة ضد إدارة النادي حيث جاء ببعض فتوات حي بولاق ليمنع دخول الأجانب. وعرض رئيس النادي بيانكي على أن يكون رئيس النادي منهم، والوكيل والسكرتير وأمين الصندوق ونصف الأعضاء من المصريين. ووجد إبراهيم علام عقد إيجار النادي انتهى منذ سنة، وحاول مع الحكومة لتجديد العقد مع مصري ولكنه فشل. ثم ذهبت قوة من البوليس إلى النادي، فوقعوا على محضر الاستلام. استمرت المحاولة نحو 20 يومًا.

## القائمة
| م                     | الاسم                | الصورة    | فترة الرئاسة    | فترة الرئاسة    | ملاحظات |
| م                     | الاسم                | الصورة    | من              | إلى             | ملاحظات |
| --------------------- | -------------------- | --------- | --------------- | --------------- | --- |
| 1                     | هنري كرامر           | غير معلوم | 5 يناير 1911    | 28 أبريل 1912   | ألماني الجنسية، هو مؤسس نادي الزمالك منذ تأسيسه تحت اسم نادي قصر النيل على ضفاف نهر النيل في موقع حديقة الأندلس الحالي، هو شريك ومدير لاميزون كرامر، الشهير بجواهرجي الخديوي منذ عام 1903، اشتهر كرامر بصناعة الساعات. كما كان نائب قاضي المحكمة المختلطة، تؤلي مدير جريدة les sports الخاصة بنادي قصر النيل، ونادي المختلط بعد ذلك. |
| 2 المرة الأولى        | أنطوان بيانكي        |           | 28 أبريل 1912   | 17 مايو 1917    | فرنسي الجنسية، كان مدير إدارة الصحة العامة في الحكومة المصرية، ورئيس الفرع المصري في الرابطة الوطنية للطيران الفرنسي، ومدير للمسستفي الفرنسي بالقاهرة، وقاضي مقيما في المحكمة القنصيلة الفرنسية، تؤلي رئاسة نادي المختلط بعد تغير اسمه في 1 مايو 1912، نقل النادي إلي مباني سانتي، ثم إلي موقع شركة وابر المياة (موقع دار القضاء العالي الحاليً). |
| 3                     | محمد بدر             |           | 17 مايو 1917    | 6 يونيو 1917    | |
| 4 المرة الثانية       | أنطوان بيانكي        |           | 6 يونيو 1917    | نوفمبر 1922     | اقرأ التعريف في فترته الأولى |
| 5                     | جورج مرزباخ بيك      |           | نوفمبر 1922     | 17 فبراير 1928  | ذكرت صحيفة الأهرام في عددها الصادر في 25 فبراير 1927، أن مرزباخ هو الرئيس الحالي لنادي المختلط. توفي مرزباخ في 17 فبراير 1928، ونعتها مجلة المصور في عددها الصادر في 24 فبراير 1928 بالتالي: «إلى أسرة النادي المختلط التي فقدت زعيمها جورج مرزباخ بك. وهو غني بشهرته في المحاماة والرياضة». |
| 6 المرة الأولى        | محمد حيدر باشا       | بلا إطار  | سبتمبر 1927     | يوليو 1928      | تولى وزارة الحربية في عهد الملك فاروق الأول. استُحدث منصب نائب الرئيس وشغله إسماعيل شيرين الذي كان متزوجاً من فوزية بنت فؤاد الأول شقيقة الملك فاروق آنذاك. تم تغير اسم النادي في عهده إلى نادي فاروق وكان ذلك في عام 1941 بعد أن نال النادي الرعاية الملكية من ملك مصر والسودان فاروق الأول. |
| 7 المرة الأولى        | عمر إبراهيم حليم     |           | يوليو 1928      | أكتوبر 1928     | كان رئيس الزمالك في سنة 1928. كما كان رئيس الزمالك في 1929. رحل عن الزمالك في 1930 بعد سفره إلى فرنسا. هو أمير مصري من الأسرة العلوية. تؤلى رئاسة نادي الجزيرة، ونادي محمد على، ونادي الطيران الملكي، ونادي الطيران الفرنسي. كما كان رائد طيران. |
| 8                     | عباس حليم            | بلا إطار  | أكتوبر 1928     | أكتوبر 1928     | ذكرت مجلة المصور في عددها الصادر في 10 أكتوبر 1928 تفضل الأمير عباس حليم رئيس النادي المختلط في الإستراحة بتوزيع ميداليات على فريق الجيش. هو أمير مصري من الأسرة العلوية تلقى تعليمه في ألمانيا، وقاتل مع القوات الجوية الألمانية خلال الحرب العالمية الأولى، وأصبح طيارًا مقاتلاً. انضم لاحقًا إلى سلاح الجو العثماني. بعد عودته إلى مصر، أسس حليم نوادي ملاكمة ورياضية، وقاد نادي السيارات المصري، وكان يشارك في الصيد. |
| 9 المرة الثانية       | عمر حليم             |           | أكتوبر 1928     | يوليو 1930      | اقرأ التعريف في فترته الأولى |
| 10 المرة الثانية      | محمد حيدر باشا       | بلا إطار  | يوليو 1930      | 18 سبتمبر 1952  | اقرأ التعريف في فترته الأولى |
| 7 المرة الأولى        | محمود شوقي           |           | 18 سبتمبر 1952  | سبتمبر 1955     | أول رئيس لنادي بعد ثورة 23 يوليو، حيث تم تغير اسم النادي إلى نادي الزمالك بعد، في عهده تم نقل نادي الزمالك من مقر القديم إلى مقر آخر أكبر في منطقة ميت عقبة، واستمر في رئاسة نادي الزمالك حتى عام 1955، ثم عاد مرة أخرى عام 1955 حتى عام 1955، بعدها تم منحه الوكالة الشرفية في عام 1962. |
| 8                     | عبد الحميد الشواربي  |           | سبتمبر 1955     | 1955            | في التجديد النصفي رأى أعضاء الزمالك ضرورة الاستعانة بأحد رجال المال، حيث تنازل الدكتور محمود شوقي عن الرئاسة التي نالها عبد الحميد الشواربي لكنه لم يقدم للزمالك شيئاً فتمت إقالته، حيث استمرت رئاسة عبد الحميد الشواربى 3 شهور حيث استقال من منصبه بعد ذلك. |
| 9 المرة الثانية       | محمود شوقي           |           | 1955            | 1956            | اقرأ التعريف في فترته الأولى |
| 10                    | عبد اللطيف أبو رجيلة |           | 1956            | 1961            | هو رجل أعمال مصري، هو رائد حافلات النقل العام بمدينة القاهرة. وتم في عهد أبو رجيلة بناء ملعب نادي الزمالك وبناء المبنى الاجتماعي. استمر أبو رجيلة رئيسًا رسميًا للنادي حتى عام 1961. |
| 11                    | علوي الجزار          |           | 1961            | 1962            | بعد قرار التأميم عام 1961 تم تعيين علوي الجزار بعد رحيل عبد اللطيف أبو رجيلة، واستطاع الجزار جلب فريق ريال مدريد على نفقته الخاصة، لم يستمر الجزار طويلاً فقد ظل في رئاسة النادي لمدة عام فقط. |
| 12 المرة الأولى       | حسن عامر             |           | 1962            | 1967            | هو شقيق المشير عبد الحكيم عامر وزير الحربية المصري، عمل حسن عامر في الهيئة المصرية العامة للبترول. واستمر في رئاسة النادي حتى عام 1967 ثم عاد مرة أخرى عام 1984 حتى عام 1988. |
| 13 المرة الأولى       | حلمي زامورا          |           | 1967            | يوليو 1971      | محمد حسن حلمي أو حلمي زامورا، كان لاعباً بفريق الكرة بنادي الزمالك ومنتخب مصر لكرة القدم وكان حكماً دولياً وإدارياً ورئيساً لنادي الزمالك. يعد أفضل رئيس لنادي الزمالك على مدى تاريخه وأحد من أهم الشخصيات المنتمية للنادي منذ تأسيسه في 1911. بدأ العمل الإداري كعضو للجنة الكرة في نادي الزمالك بعام 1948 وبعدها بأربع سنوات اختير سكرتيراً عاماً للنادي في أول جمعية عمومية بالزمالك. ثم عين مديراً متفرغاً للنادي عام 1966 في نفس العام الذي اختير فيه وكيلاً للنادي. كان أول لاعب كرة قدم يرأس نادي الزمالك وذلك في عام 1967. ظل رئيساً لنادي الزمالك حتى أغسطس 1984 باستثناء عام 1971 فقط الذي تولى فيه المستشار توفيق الخشن رئاسة النادي. وكان لحلمي زامورا الفضل الأول في إقامة معظم منشآت نادي الزمالك بميت عقبة. |
| 14                    | توفيق الخشن          |           | يوليو 1971      | فبراير 1973     | حصل المستشار توفيق الخشن على منصب رئيس نادي الزمالك بالتزكية ولكن لم يستمر غير عام واحد فقط. |
| 15 المرة الثانية      | حلمي زامورا          |           | فبراير 1973     | 17 أغسطس 1984   | اقرأ التعريف في فترته الأولى |
| 16 المرة الثانية      | حسن عامر             |           | 18 أغسطس 1984   | 9 أكتوبر 1987   | اقرأ التعريف في فترته الأولى |
| 17 مؤقت               | إبراهيم فهمي         | غير معروف | 1987            | 1987            | هو مستشار تولى رئاسة نادي الزمالك بعد إستقالة حسن عامر حتيى عدل عن إستقالته. |
| 18 المرة الثالثة      | حسن عامر             |           | 11 سبتمبر 1987  | سيتمبر 1988     | اقرأ التعريف في فترته الأولى |
| 19                    | حسن أبو الفتوح       | بلا إطار  | سيتمبر 1988     | 5 مايو 1990     | تولى رئاسة نادي الزمالك، في عهده تم إنشاء العديد من المنشأت الرياضية منها الجمنزيوم، واستمر رئيسًا للنادي حتى وفاته عام 1990. |
| 20 المرة الأولى مؤقت  | جلال إبراهيم         |           | 11 مايو 1990    | سبتمبر 1990     | عمل بسلك القضاء كمستشار وتولى منصب رئيس محكمة الجنايات، تولى رئاسة نادي الزمالك في الفترة من 1992 إلى 1996، وتولى رئاسة النادي للمرة الثانية عام 2010 بعد الحكم ببطلان نتيجة الانتخابات التي أقيمت في مايو 2009 والتي فاز بها وقتها ممدوح عباس. |
| 21                    | نور الدالي           | بلا إطار  | سبتمبر 1990     | 4 أكتوبر 1992   | لاعب كرة قدم مصري سابق مثّل نادي الزمالك ومنتخب مصر، وعمل كعضو في مجلس إدارة الاتحاد المصري لكرة القدم ومدير عام لشركة مصر للبترول، فاز مع المنتخب المصري بكأس الأمم الأفريقية 1957. ترأس نادي الزمالك لعامين بين 1990 و1992. |
| 22 المرة الثانية      | جلال إبراهيم         |           | 4 أكتوبر 1992   | 4 يوليو 1996    | اقرأ التعريف في فترته الأولى |
| 23 المرة الأولى       | كمال درويش           |           | 4 يوليو 1996    | 1 أبريل 2005    | أحد رموز كرة اليد في نادي الزمالك حيث قاد يد الزمالك لاكتساح البطولات فترة السبعينات واوائل الثمانينات في ما عرف بالجيل الذهبي لكرة اليد في الزمالك، تولى منصب رئيس اتحاد الملاكمة، كما تولى منصب عميد كلية تربية رياضية. تولى رئاسته النادي في الفترة من عام 1996 إلى عام 2005، لقّبه جماهير نادي الزمالك بصائد البطولات، ويُعتبر الرئيس الأكثر قبولًا بين جماهير نادي الزمالك بعد حلمي زامورا كما تولى رئاسة نادي الزمالك في أكتوبر عام 2013 بعد أن أسند له طاهر أبو زيد وزير الرياضة مهام إدارة النادي. |
| 24 المرة الأولى       | مرتضى منصور          |           | 1 أبريل 2005    | 21 ديسمبر 2005  | هو محامي وسياسي مصري، ونائب في مجلس النواب المصري، وشخصية إعلامية وسياسية. كان مرتضى منصور عضوًا في مجلس إدارة نادي الزمالك منذ العام 1996 حتى العام 2005 كما تولى في العام 2001 منصب نائب الرئيس حتى العام 2005 في نفس العام حلت وزارة الشباب والرياضة. عاد منصور رئيسًا للنادي مرة أخرى في أبريل من العام 2006 بعد أن حصل على حكم من محكمة القضاء الإداري يبطل قرار وزارة الشباب والرياضة. عاد مرة أخرى إلى رئاسة النادي منذ العام 2014 حتى 29 نوفمبر 2020. ثم عاد مرَّة أخرى مُنذُ 21 نوفمبر 2021 وحتَّى الآن. |
| 25 مؤقت               | مرسي عطا الله        |           | 21 ديسمبر 2005  | 2 أبريل 2006    | هو رئيس مجلس إدارة جريدة الأهرام السابق. أصدر وزير الشباب والرياضة قرارا بحل مجلس إدارة نادي الزمالك برئاسة مرتضى منصور، وتعيين مجلس جديد برئاسة مرسي عطا الله يستمر لمدة عام إلى حين إجراء انتخابات جديدة. |
| 26 المرة الثانية      | مرتضى منصور          |           | 2 أبريل 2006    | 9 أغسطس 2006    | اقرأ التعريف في فترته الأولى |
| 27 المرة الأولى مؤقت  | ممدوح عباس           |           | 9 أغسطس 2006    | 16 نوفمبر 2008  | هو ملياردير مصري يعمل في مجالات البترول، تولي منصب أمين صندوق الاتحاد المصري لكرة القدم كما شغل منصب أمين صندوق نادي الزمالك. تولي رئاسة نادي الزمالك بعد أصدار المجلس القومي للرياضة قراراً بحل مجلس إدارة نادي الزمالك وتعيين مجلس إدارة مؤقت لمدة عام، ولكن استمر المجلس إلى عام 2008. ثم عاد مرة أخرى وتولى رئاسة النادي للمرة الثانية عام 2009 حتى عام 2010 تم حل مجلس الإدارة بسبب القضية التي رفعها مرتضى منصور التي أدت لبطلان المجلس المنتخب، بعد ذلك تنازل مرتضى منصور عن القضية، حيث عاد ممدوح عباس رئيساً للنادي للمرة الثالثة من عام 2011 حتى عام 2013. |
| 28 مؤقت               | محمد عامر            |           | 16 نوفمبر 2008  | 30 مايو 2009    | أصدر المجلس القومي للرياضة قراراً بتعيين لجنة مؤقتة حتى 25 يوليو 2009 لإدارة الانتخابات برئاسة الدكتور محمد عامر. |
| 29 المرة الثانية      | ممدوح عباس           |           | 30 مايو 2009    | 22 سبتمبر 2010  | اقرأ التعريف في فترته الأولى |
| 30 المرة الثالثة مؤقت | جلال إبراهيم         |           | 22 سبتمبر 2010  | 20 ديسمبر 2011  | اقرأ التعريف في فترته الأولى |
| 31 المرة الثالثة      | ممدوح عباس           |           | 20 ديسمبر 2011  | 19 أكتوبر 2013  | اقرأ التعريف في فترته الأولى |
| 32 المرة الثانية مؤقت | كمال درويش           |           | 19 أكتوبر 2013  | 29 مارس 2014    | اقرأ التعريف في فترته الأولى |
| 33 المرة الثالثة      | مرتضى منصور          |           | 29 مارس 2014    | 29 نوفمبر 2020  | اقرأ التعريف في فترته الأولى |
| 34 مؤقت               | أحمد بكري            |           | 29 نوفمبر 2020  | 24 ديسمبر 2020. | هو قاضي مصري يشغل منصب رئيس محكمة الاسئناف بمحكمة استئناف القاهرة، حيث عين من قبل وزارة الشباب والرياضة لإدارة شئون نادى الزمالك، بعد وقف مجلس إدارة نادى الزمالك. |
| 35 مؤقت               | عماد عبد العزيز      |           | 26 ديسمبر 2020. | 23 مايو 2021    | هو قاضي مصري، ورئيس نادي الزمالك بعد وفاة المستشار أحمد بكري رئيس نادي الزمالك السابق بعد وفاته متاثرًا بمرض فيروس كورونا 2019. تولى منصب المدعي العام العسكري، وعُين رئيسًا لهيئة القضاء العسكري حتى عام 2019، وشغل منصب مساعد وزير الدفاع. |
| 36 مؤقت               | حسين لبيب            |           | 23 مايو 2021    | 21 نوفمبر 2021  | هو لاعب كرة يد مصري سابق، التحق بنادي الزمالك في عام 1968 حيث كان عمره 13 عامًا، حقق حسين لبيب 21 بطولة مع نادي الزمالك، و7 بطولات في الدوري المصري المحترفين لكرة اليد، و9 بطولات في كأس مصر، و5 بطولات أفريقية. |
| 37 المرة الرابعة      | مرتضى منصور          |           | 21 نوفمبر 2021  | 25 فبراير 2023  | اقرأ التعريف في فترته الأولى |
| 38                    | حسين لبيب            |           | 20 أكتوبر 2023  | الآن            | اقرأ التعريف في فترته الأولى |